# Wilson Sayão
Wilson Martins Sayão Filho (Rio de Janeiro, 9 de Junho de 1949), conhecido como Wilson Sayão, é um dos mais conceituados e premiados  dramaturgos brasileiros . Abordando os temores e desejos de pessoas comuns, suas crônicas passeiam pela banalidade do cotidiano com suaves pinceladas dramáticas.

## Biografia
Formado em Direito pela Universidade do Estado da Guanabara, escreveu seu primeiro texto teatral (Vamos aguardar só mais essa aurora) em 1974, vindo a ser montado em 1980, por Ricardo Petraglia. Em 1979, escreveu Uma Casa brasileira, com Certeza, que foi montada por Amir Haddad e o Grupo Tá na Rua em 1989, com essa peça recebeu o Prêmio Shell de Teatro de Melhor Autor de 1990.
Em 1980, escreveu a peça Anônima, pela qual voltaria a ganhar o Prêmio Shell de Teatro de Melhor Autor, dessa vez em 1997, ano em que ocorreu a montagem da obra por Gracindo Júnior e atuação de Aderbral Freira Filho. Nesse mesmo ano recebeu o Prêmio Mambembe de Melhor Autor, também por Anônima.

## Prêmios e homenagens
- 1997 — Vencedor do Prêmio Shell de Teatro na categoria Autor, por "Anônima"[2]
- 1990 — Vencedor do Prêmio Shell de Teatro na categoria Autor, por "Uma Casa Brasileira, com Certeza"[2]
- 1995  - Indicado ao Prêmio Shell de Teatro na categoria Autor,  por "Como Diria Montaigne ";
- 2000 - Indicado ao Prêmio Shell de Teatro na categoria Autor, por "O Altar do Incenso "
- 19 prêmios em Concursos Nacionais de Dramaturgia ;

## Obra dramática
- No fundo, no fundo (1972)
- O hábito de ter dono (1974)
- Vamos aguardar só mais essa aurora (1975)
- O anjo expulso do paraíso (1975)
- A esfinge do Engenho de Dentro (1976)
- O glorioso hino dos Sicranos (1977)
- O pão e o circo (l977)
- Evoé Mara na cova da noite (1977)
- Amanhã, se for um dia nublado (1977/78)
- Bendita Benedita (1978)
- O altar do incenso (1978)
- Como diria Montaigne ou Trecho Ermo (1978/79)
- Extravagância (Uma casa brasileira, com certeza) (1979)
- A quem possa interessar (1979)
- O mal definitivo (1979/80)
- Anônima (1980/81)
- Diga a verdade uma vez na vida (1981/82)
- Palavras de honra (1982)
- Eternamente (1983)
- Minha (1997)
- Uma Mulher No Espelho (2022)
- Um Homem No Espelho (2022)

## Montagens
- 1980: Vamos aguardar só mais essa aurora - direção de Ricardo Petraglia; com Ângela Valério e Eduardo Machado
- 1990: Uma Casa brasileira com certeza - direção de Amir Haddad, com o Grupo Tá na Rua: Amir Haddad, Ana Carneiro, Arthur Faria, Lucy Mafra, Marcelo Bragança, Rosa Douat, Ricardo Pavão, San Hashimoto e Sandro Valério, Paulo Pereira e Valter Carriel.
- 1991: A Esfinge do Engenho de Dentro - direção de Amir Haddad, com Vanda Lacerda, Dill Costa e Ricardo Petraglia
- 1995: Como diria Montaigne - direção de Luiz Arthur Nunes, com Ivone Hoffmann, Bianca Byington, Marcos Breda, Maria Adélia, Leonardo Netto e Angel Palomero
- 1997: Anônima - direção de Aderbal Freire Filho, com Pedro Paulo Rangel, Gracindo Júnior, Felipe Camargo, Stela Freitas, Sandra Barsotti, Andréa Dantas e Rafaela Amado.
- 2000: O Altar do incenso - direção de Moacir Chaves, com Marília Pêra, Gracindo Júnior e Augusto Madeira[3]
- 2004: Qual foi o teu sonho na vida, meu bem? - direção de Demétrio Nicolau, com Nara Keiserman e Anja Bittencourt
- 2018: MINHA - direção de Fátima Leite e Supervisão de Amir Haddad -com Osvan Costa - teatro Dulcina - RJ
- 2021: Vamos aguardar só mais essa aurora- direção de Lúcio Mauro Filho. Supervisão de Amir Haddad.  Com Pedro Medina e Fabi Oliveira- Teatro Leblon - sala Marília Pêra e online

## Publicações
- Como diria Montaigne, in: Dramaturgia/79, Instituto Nac.de Artes Cênicas, Rio de Janeiro, 1983, Coleção Prêmios
- Anônima, in: Dramaturgia/80, Instituto Nac.de Artes Cênicas, Rio de Janeiro, 1983, Coleção Prêmios
- Uma Casa Brasileira, com certeza, in: Cadernos de Teatro nº 129, O Tablado, abril, maio e junho de 1992